# Wilma Dobie
Wilma Elizabeth „Willie“ Dobie (* 1918 in Reading, Pennsylvania; † 2. Juni 2005) war eine amerikanische Journalistin, Jazz-Autorin und Funktionärin.
Wilma Dobie, die aus Pittsburgh stammte, erlebte mit zwölf Jahren einen Auftritt von Fate Marable auf einem Flussdampfer, was zur lebenslangen Begeisterung für den Jazz führte. Sie studierte an der University of Pittsburgh, das sie mit dem Bachelor abschloss. Sie lebte 30 Jahre in Scarsdale, New York, später in  Palm Beach Gardens. Im Hauptberuf arbeitete sie im Bereich der Öffentlichkeitsarbeit bei Ben Sonnenberg und für die Phillip Morris Corporation; außerdem war sie langjähriges Mitglied der Vereinigung American Women in Radio and Television und hatte zahlreiche Kontakte zu Jazzmusikern wie Fats Waller, Eubie Blake, Maxine Sullivan, Dick Hyman und Earl Hines, deren Karrieren sie förderte. Mit Sullivan war sie seit der Zeit befreundet, als die Sängerin während der Prohibition im Speakeasy Benjamin Harrison Literary Club auftrat.
Ferner war sie Aktivistin der Democratic Party, was zu Begegnungen mit mehreren Präsidenten wie John F. Kennedy, Harry Truman und Vizepräsident Hubert Humphrey führte. Dobie schrieb über lange Jahre über Jazzmusik u. a. auch Liner Notes, was 1971 schließlich zu einer Grammy-Nominierung führte. 1998 war er mit den  Statesmen of Jazz auf einer Japan-Tournee. Sie war Mitglied der American Federation of Jazz Societies (AFJS), außerdem 1970 Gründungsmitglied des Overseas Jazz Club des Overseas Press Club of America, der ihre Verdienste als Reporterin ehrte. Dobie war des Weiteren Herausgeberin der Zeitschrift Off Beat Jazz und schrieb u. a. zahlreiche Artikel über Jazzmusiker wie etwa über Dorothy Donegan im Jazz Forum, für Storyville („Remembering Fate Marable“), The Universal Jazz Coalition (UJC), Jazz Forum, Jersey Jazz, The American Rag, The Mississippi Rag, Jazz Ambassador Magazine, Planet Jazz, Jazz Notes und The New York Times. Ihr Nachlass, The Wilma Dobie Collection befindet sich im Archiv des Institute of Jazz Studies an der Rutgers University.